# Góra Królewska
Góra Królewska (588 m), także: Polczakówka – wzniesienie w Gorcach, znajdujące się na terenie miasta Rabka-Zdrój.
Góra Królewska stanowi zakończenie grzbietu biegnącego od Barda (948 m), przez Szumiącą i Grzebień (841 m) do Bani (612 m) i Góry Królewskiej. Względna wysokość Góry Królewskiej nad doliną Raby wynosi około 120 m. Północne i północno-zachodnie jej stoki opadają stromo do Raby, wschodnie do Potoku Królewskiego, południowo-zachodnie do niewielkiego potoku bez nazwy. Obydwa te potoki są dopływami Raby.
Królewska Góra jest częściowo porośnięta lasem, ale na jej wschodnich stokach, nad Potokiem Królewskim znajduje się duża polana i zabudowania osiedla Królówka. Bezleśne obszary znajdują się także na stokach południowo-wschodnich. Na szczycie stoi drewniana wieża widokowa. Znajduje się tutaj wyciąg narciarski (ośrodek Polczakówka).